# Basílica del Rosario (Lourdes)
La Basílica del Rosario de Lourdes (en francés: Notre Dame du Rosaire de Lourdes) es una iglesia católica y basílica menor dentro del Santuario de Nuestra Señora de Lourdes en Francia. Su tema principal es la celebración y representación del  Rosario.

## Historia
La Basílica del Rosario de Lourdes es la tercera de las iglesias terminadas en el lugar, después de la Cripta y la Basílica superior. Fue diseñada por el arquitecto Leopold Hardy y terminada en 1899. Fue  consagrada en 1901 y tiene capacidad para 1500  fieles. Su estilo está influenciado por la arquitectura bizantina.
En julio de 2006 el interior y el exterior de la basílica fueron ampliamente renovados y los mosaicos, muchos de los cuales se estaban deteriorando, fueron restaurados.

## Nave central

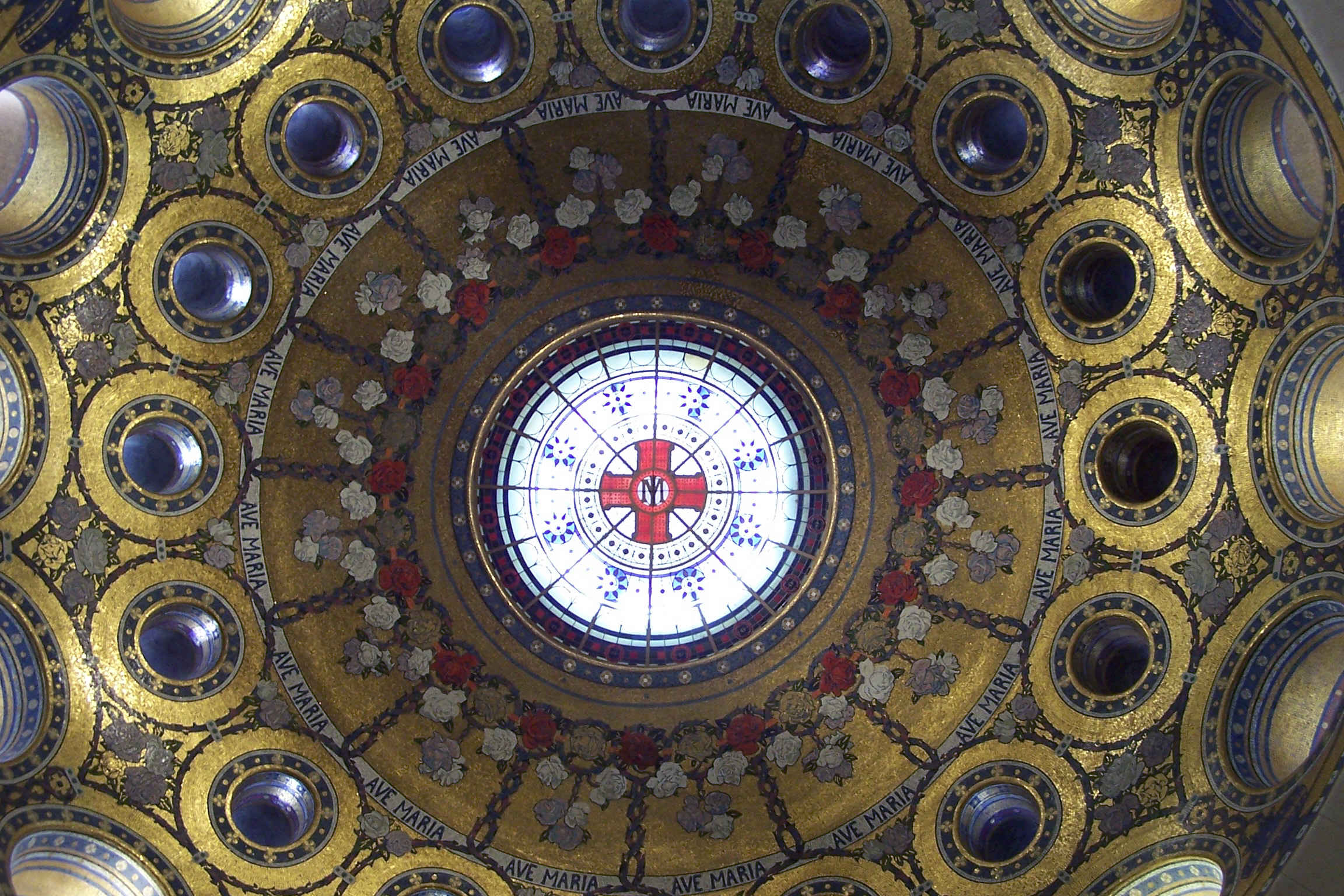
Vista interior de la cúpula

La nave es abierta y circular, coronada por una cúpula. La cúpula contiene dieciséis vidrieras circulares. Los quince espacios entre estas ventanas significan las quince décadas del rosario tradicional.

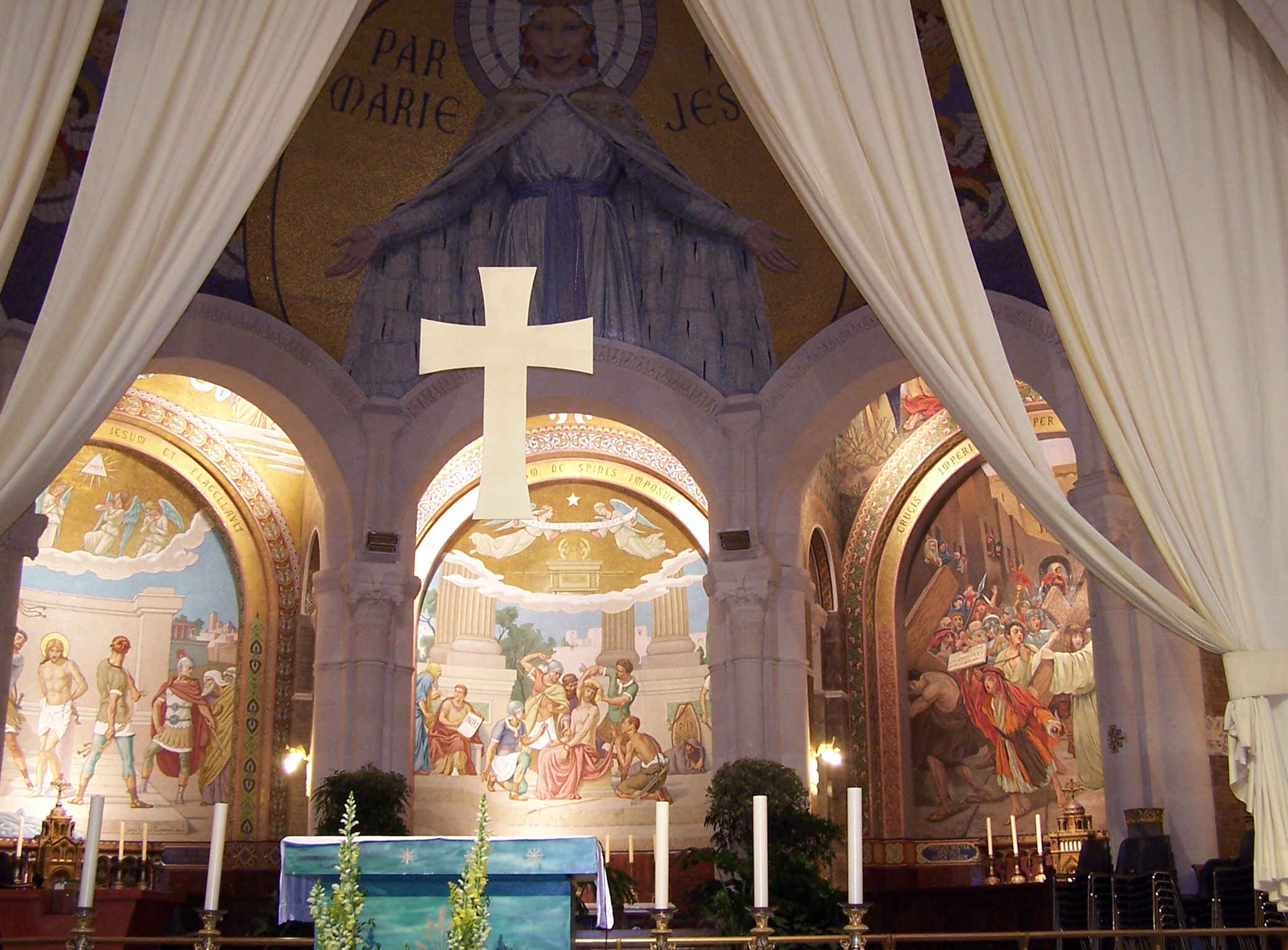
El santuario de la basílica mirando hacia los Misterios dolorosos

La nave está rodeada por quince capillas laterales más pequeñas, una para cada uno de los Misterios tradicionales del Rosario. A la izquierda de la nave se encuentran los Misterios gozosos; en el centro, detrás del santuario, los Misterios Dolorosos, y a la derecha los Misterios Gloriosos.
Cada capilla lateral consta de un gran mosaico con una imagen central que representa el tema de ese Misterio, y una inscripción en latín. Dentro de la imagen más grande puede haber imágenes más pequeñas de temas relacionados. Por ejemplo, la capilla lateral situada justo detrás del altar contiene una representación de la Coronación de Espinas, que está coronada por una imagen del Arca de la Alianza (véase la figura).

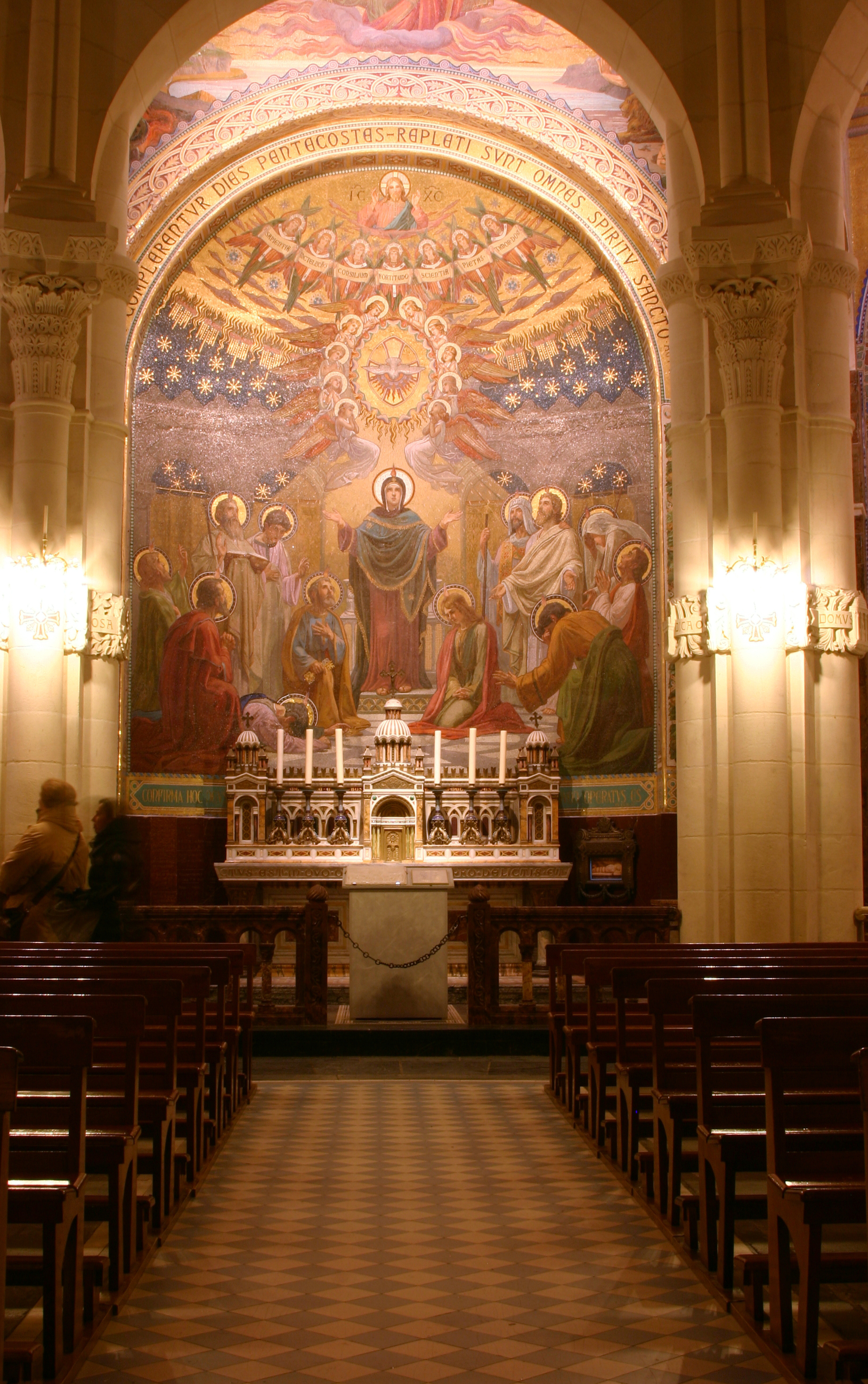
Detalle del mosaico de una capilla lateral que representa el Pentecostés

La mayoría de los mosaicos llevan una fecha de alrededor de 1900. En cada capilla lateral hay un pequeño altar con seis velas.

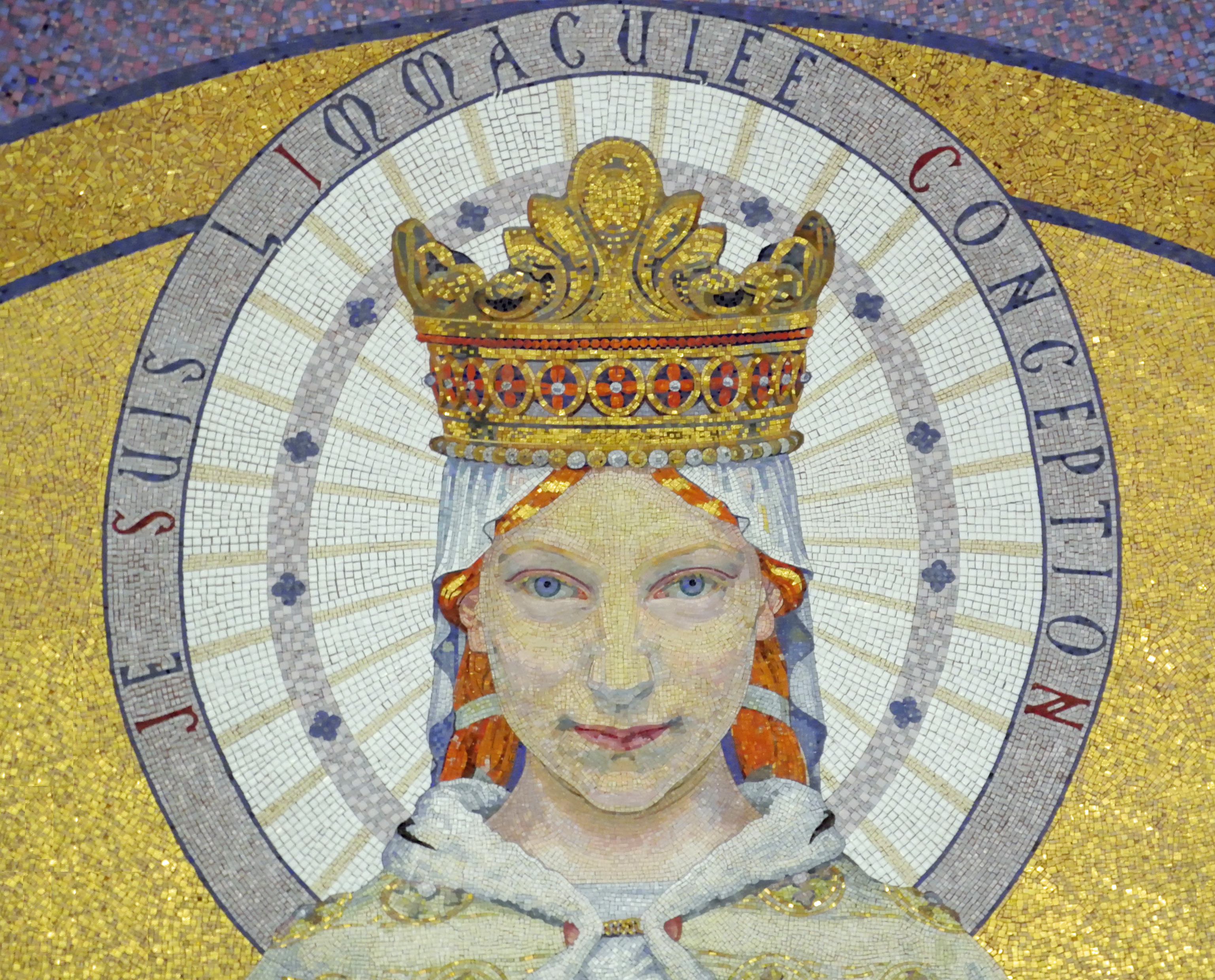
Mosaico que representa a la Virgen María

En la pared superior del santuario hay un mosaico que representa a María con los brazos extendidos y la leyenda Par Marie à Jésus ("A través de María hacia Jesús"). Esta representación, de una mujer muy joven mirando directamente hacia delante, se ajusta mucho más a las descripciones de Bernadette sobre la aparición que la estatua icónica en el nicho de la Gruta.

## Fachada
La basílica del Rosario tiene una fachada de entrada semicircular de mármol blanco, que representa a María entregando el Rosario a Santo Domingo.
En 1941, las puertas laterales de mármol blanco de la basílica fueron grabadas con un mensaje de agradecimiento al mariscal Philippe Pétain, que visitó Lourdes en 1941 y permitió a la Iglesia reclamar la propiedad del Dominio. En la traducción, esta inscripción decía

In memoriam 1940-41, en la mañana de nuestras catástrofes, Francia intenta reencontrar su alma bajo el gobierno del mariscal Pétain.

La fachada exterior de la basílica ha sido modificada en 2007 para incluir mosaicos que representan los Misterios luminosos, que fueron añadidos a los quince misterios tradicionales por el papa Juan Pablo II en 2002.